# Mads Lauritsen
Mads Lauritsen (Holstebro, 14 aprile 1993) è un calciatore danese, difensore del Viborg.

## Palmarès

### Club

#### Competizioni nazionali
- 1. Division: 2

Vejle: 2019-2020
Viborg: 2020-2021